# Рода (адміністративна одиниця)
Ро́да (нім. Rhode, мн. Rhoden) — адміністративно-територіальна одиниця у Швейцарії, що існувала між XIII—XIX століттями. Залишки історичної системи досі зберігаються в адміністративно-територіальному устрої громад на північному сході Швейцарії, зокрема в кантонах Аппенцелль-Іннерроден, Аппенцелль-Ауссерроден, та в окрузі Тоггенбург кантону Санкт-Галлен.
Спочатку термін позначав спільноти, організовані за принципом ротації (від лат. rota — «колесо»). Така організація була поширена у східній Швейцарії, Австрії та Баварії для позначення всеохоплюючих правил, згідно з якими призначалися посади, а члени корпорацій і спілок повинні були виконувати широкий спектр робіт в альмендах, на альпійських пасовищах і на перевезеннях.
Особливого значення роди набули в кантоні Аппенцелль, де також взяли на себе військові та політичні функції, а в XV столітті стали територіальними органами влади. Подібно до інших громад Швейцарії, вони зберегли ці характеристики навіть після поділу Аппенцеллю на два напівкантони — Аппенцелль-Іннерроден і Аппенцелль-Ауссерроден (1597). У кантоні Аппенцелль-Іннерроден вони були скасовані лише у 1872—1873 роках.